# Ruta Provincial E 55 (Córdoba)
La Ruta Provincial E-55 es una importante carretera en la provincia argentina de Córdoba
.
 Se inicia en la ciudad de Córdoba, en la intersección de dos de las principales avenidas de la ciudad; Avenida Colón y Avenida de Circunvalación (en la zona denominada El Tropezón), bajo el formato de autovía hasta alcanzar la ciudad de La Calera (8 km). De allí en adelante, se adentra en el cordón de las Sierras Chicas (sierras de Saldán), hasta alcanzar el paredón del Dique San Roque. Luego de trasponer este hito, alcanza la comuna de San Roque, donde se encuentra la Plaza Federal, y el monolito, erróneamente conocido como el centro de la República Argentina y que en realidad es un monumento inconcluso a Cristóbal Colón. Luego cruza el Río Cosquín, en la localidad de Bialet Massé, en el Valle de Punilla, donde finaliza al intersectar la  RN 38  en su km 25. 

Esta vía de transporte, también es conocida como Camino al Dique, Camino a La Calera o Camino de los cuarteles.

## Historia y Actualidad

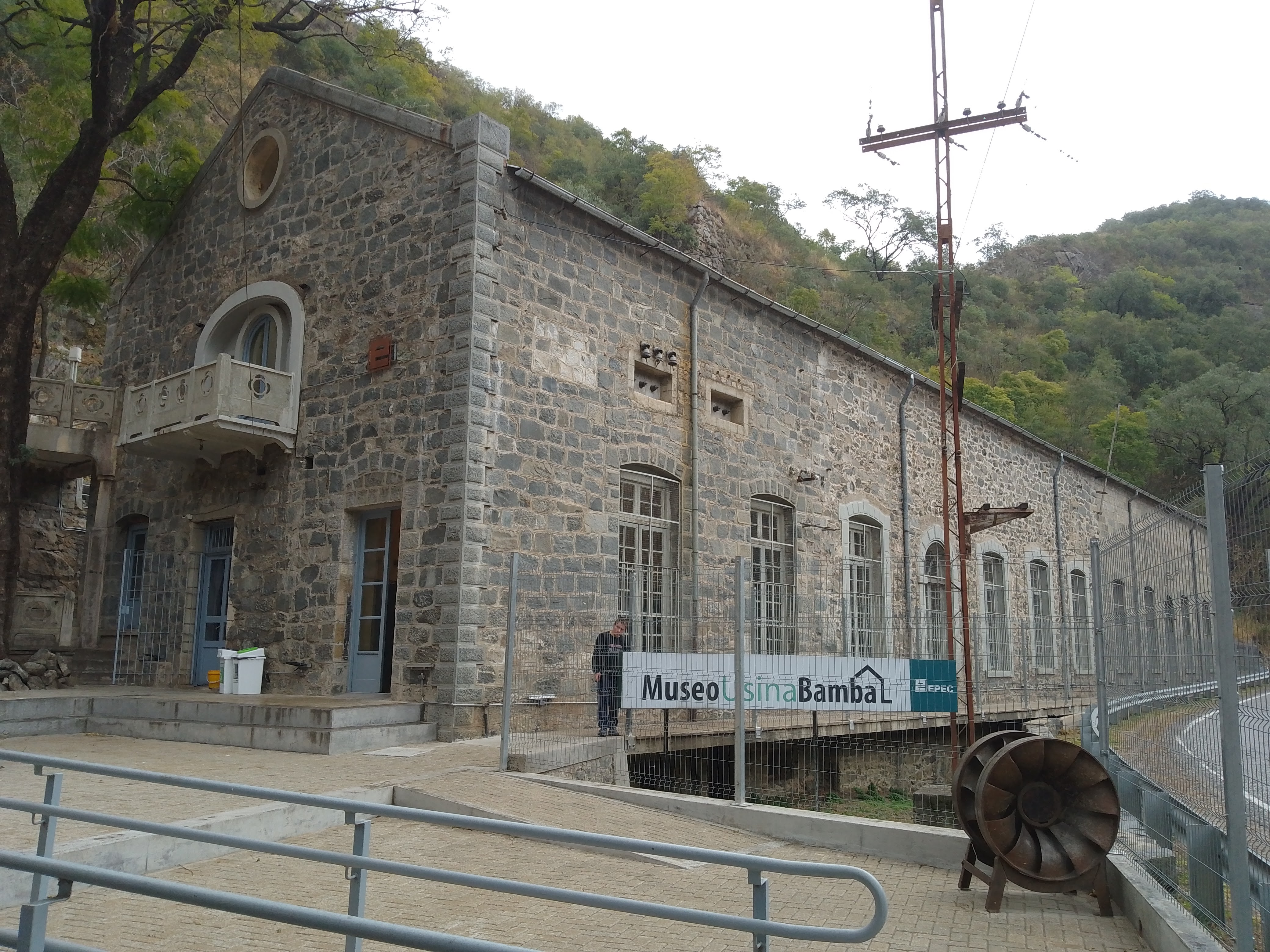
Usina Bamba, ubicada sobre la Ruta provincial E-55, en la margen del río Suquía, provincia de Córdoba.

Desde la fundación de La Calera, existió una ruta que la vinculaba con la capital provincial; pero con el tiempo, se diseñó la continuación de la misma hacia el oeste por el valle del Río Suquía, para de este modo, alcanzar el Valle de Punilla.

Hacia finales de la década de 1970, el mencionado trayecto fue pavimentado permitiendo un mayor tráfico, además de convertirse en la principal vía de acceso a la ciudad de Córdoba para quienes vivían en el centro y norte del Valle de Punilla, ya que ahorrarían el viaje que implicaba seguir hacia el sur y atravesar la ciudad de Villa Carlos Paz.

Este hecho significó también el comienzo de una nueva forma, además del tren, de transporte público en la región: el autobús. Las empresas COTAPAL (COoperativa Transportes Automotores Pan de Azúcar Limitada) y la Cooperativa La Calera, utilizarían la ruta para vincular las ciudades de Córdoba y La Calera, con el Dique San Roque y el Valle de Punilla.

La ruta E-55 tiene una gran importancia, turística, económica y social. Es una rápida y eficiente vía de acceso a la capital provincial desde el corazón del Valle de Punilla y visceversa. Hospitales, clubes, referencias históricas, todo gira en torno a esta importante vía de comunicación.

Tal vez en Córdoba, ésta sea la ruta más importante, en términos históricos, después del Camino Real, debido a que a lo largo de su trazado, uno puede asomarse a la historia de la energía hidroeléctrica de Córdoba, Argentina y el mundo. En sus márgenes se encuentra la primera usina hidroeléctrica de Sudamérica: la Usina Bamba (véase también Dique San Roque), que fuera la primera usina en el mundo que utilizaba agua proveniente de un río, cuyo cauce era desviado a través de un túnel horadado en la montaña y que inició su actividad hacia 1890, marcando un antes y un después en la generación de energía eléctrica. En la ciudad de La Calera, también se puede acceder a la central Calera: una de las pocas centrales hidroeléctricas del mundo que continúan en funcionamiento ininterrumpido, a más de 100 años de su construcción. También se puede acceder al Museo Usina Molet, que originariamente proveyera electricidad a una fábrica de carburo de calcio para alumbrado, marcando también un hito en la historia de Córdoba. 

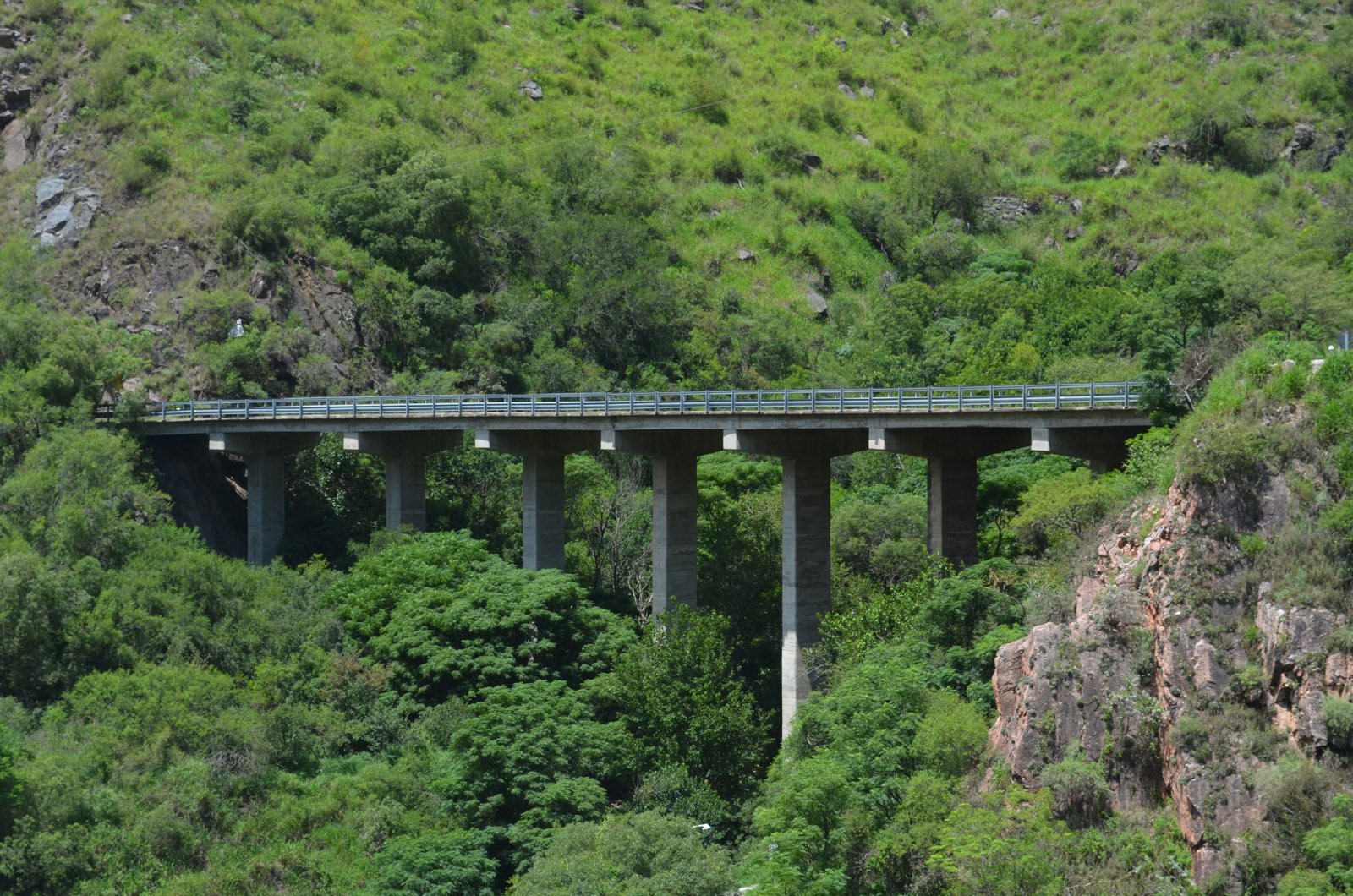
Puente por donde circula la ruta E-55

## Proyectos Viales
Desde fines de los años noventa, cuando tuvo lugar la construcción de la Variante Costa Azul, se contempló el proyecto de construcción de un puente que cruzara sobre el dique San Roque a pocos metros del paredón, lo que evitaría el cuello de botella que se forma en el sector.
 
Paralelamente, y hasta tanto se construyera el puente, se comenzó a trabajar en mejorar algunos aspectos viales de esta ruta.
A fines de noviembre del 2015 se inauguró una obra que implicó la duplicación de la calzada existente de esta ruta, de 3,25 km de longitud, entre la estación de peaje y la ciudad de La Calera, separando, en algunos sectores, ambas calzadas con bloques de hormigón. También la construcción de un puente peatonal de acceso al barrio Cuesta Colorada, y un distribuidor de tránsito en la intersección con la Avenida Los Alámos (vulgarmente conocida como Intercountries y que oficia como límite interdepartamental entre Capital y Cólón), además de un acceso al Tiro Federal de Córdoba. Todo con la señalización vial correspondiente, más obras de iluminación que complementaron los trabajos de mejoras, así como también un nuevo distribuidor de tránsito en el acceso al country La Cuesta y el acceso a la zona sur de La Calera.
Finalmente, en invierno de 2017, se inició el proyecto de construcción del puente que uniría ambas márgenes del lago, aliviando el paso de vehículos por el paredón del dique y que fue inaugurado el 8 de abril de 2019 bajo el nombre de Puente Gobernador José Manuel de la Sota.

## Recorrido
|  |  | CONTg |

|  | RMCONTgq | SKRZ-Mu | RMCONTfq |  |

|  |  | BHF |

|  |  | GRENZE |

|  |  | STR |

|  | GRZq | STR+GRZq | GRZq |  |

|  |  | STR |

| BAHN | RGCONTgq | SKRZ-GBUE | RGCONTfq |  |

|  |  | TBHFaq | hKRZWaeq | CONTfq |

|  | WASSERq | hKRZWae | WABZql | WASSERq |

|  | CONTgq | TBHF | hKRZWaeq | CONTfq |

|  |  | BHF |

|  |  | BHF | lELC |  |

|  |  | BHF | MUSEUM |  |

|  |  | BHF | MUSEUM |  |

|  | CONTgq | ABZgr+r |  |  |

|  | uexDOCKSl | hKRZWae(Ll) | WASSERq |  |

|  |  | STR |

|  | GRZq | STR+GRZq | GRZq |  |

|  |  | STR |

|  |  | ABZgl+l | CONTfq |  |

|  |  | BHF |

|  | WASSERq | hKRZWae | WASSERq |  |

|  | CONTgq | SHI4gl+lq | CONTfq |  |

Una estación de peaje operada por Caminos de las Sierras se encuentra antes de salir del ejido municipal de la ciudad de Córdoba.
Posteriormente, ya en la ciudad de La Calera, la ruta sigue su rumbo hacia el oeste tomando los nombres de Avenida Los Talas, Don Bosco, Santiago Temple (la mano contraria a Don Bosco), y en el sector céntrico de la ciudad se denomina Avenida Juan Perón.
Luego, la carretera se adentra en las Sierras Chicas, pasando por los parajes El Diquecito y Usina Bamba. Este tramo discurre paralelamente al tendido ferroviario del Tren de las Sierras y del Río Primero o Suquía.
Luego de algunos kilómetros serpenteando por la quebrada que forma el mencionado río, la carretera llega al Valle de Punilla, donde atravesará el paredón del Dique San Roque ya en el ejido urbano de la comuna homónima. Es aquí donde la ruta E-55 bordea el lago, y donde se ubican en sus costas numerosos clubes de pesca; en el centro de la comuna se halla la renombrada Plaza Federal.
Luego de 3 kilómetros más, la ruta ingresa al municipio de Bialet Massé donde toma la denominación de Antonio Del Viso.
Finaliza en el cruce con la Ruta Nacional 38.

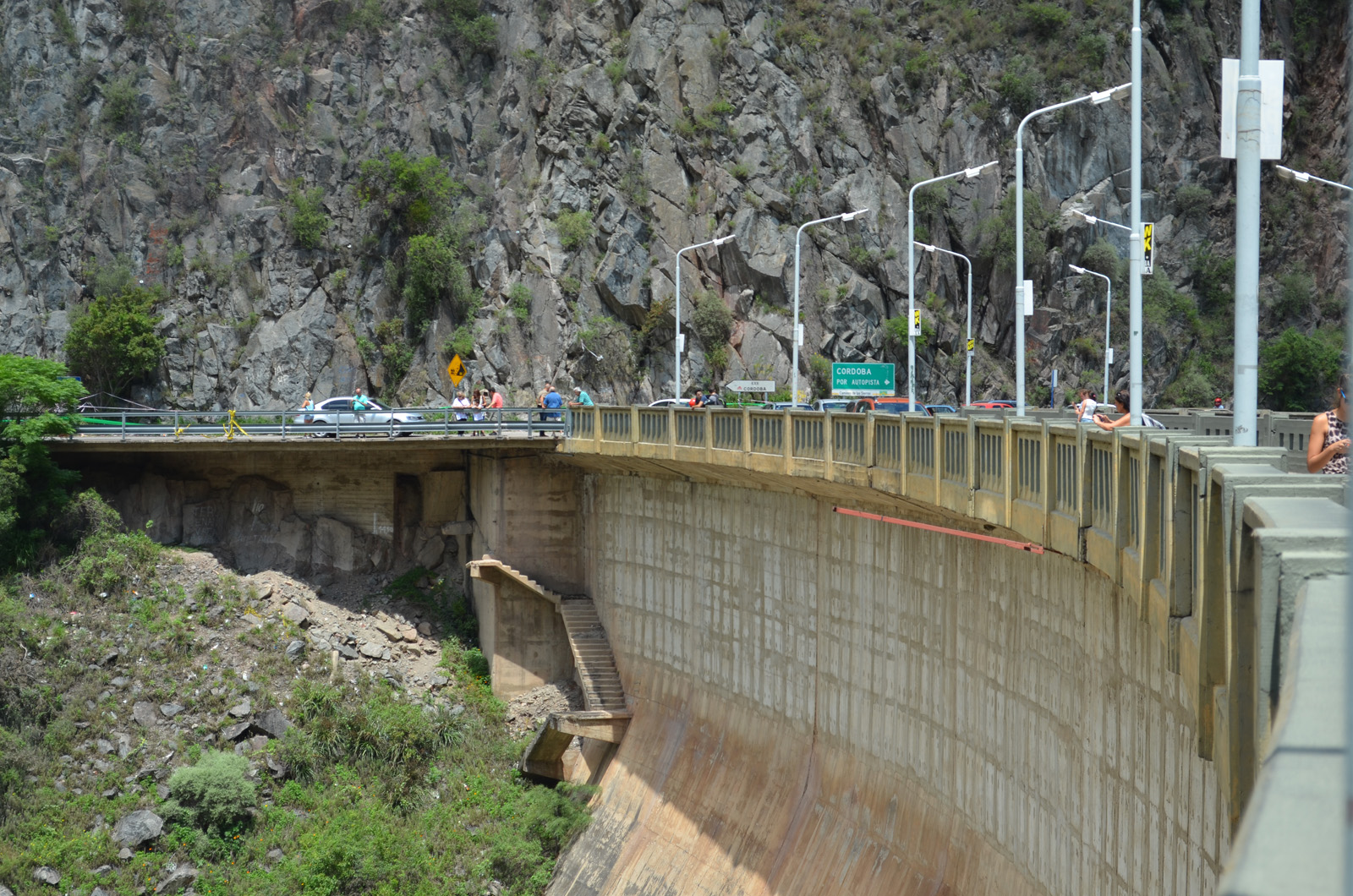
El paredón del Dique San Roque, forma parte de la ruta y era paso obligado para quienes la transitaban, hasta la construcción del Puente De La Sota.

| Intersecciones           | Intersecciones                                                           |
| ruta                     | desvíos hacia                                                            |
| ------------------------ | ------------------------------------------------------------------------ |
| Ruta provincial U 304    | Sur de la ciudad de Córdoba, Villa Carlos Paz, Río Cuarto, Buenos Aires. |
| Avenida Ramón J. Cárcano | Norte de la ciudad de Córdoba, Villa Allende, Río Ceballos, Jesús María. |
| Ruta provincial U 113    | Villa Warcalde, Arguello, Saldán.                                        |
| Ruta provincial E73      | Variante Costa Azul, Córdoba, Buenos Aires, Villa Carlos Paz.            |
| Ruta nacional 38         | Villa Carlos Paz, Cosquín, Cruz Del Eje, La Rioja.                       |

## Localidades[7]
A lo largo de su derrotero, esta ruta atraviesa los centros urbanos que se detallan a continuación (los que figuran en itálica, son cabecera de departamento). Entre paréntesis, los datos de población según censo INDEC 2010.
- Departamento Colón: La Calera (xxx), El Diquecito (xxx)
- Departamento Punilla: San Roque (xxx), Bialett Massé (xxx)

## Transporte
Por la ruta E-55 circulan actualmente las siguientes líneas de transporte de pasajeros:
Cooperativa La Calera.

Además de las empresas nombradas, cabe citar el tren de las sierras. Un servicio que opera sobre el ramal A1 del Ferrocarril General Belgrano, cuyo trazado circula paralelo a la Ruta Provincial E 55 y es utilizado como servicio turístico.

## NOTAS
1. ↑  El kilometraje fue tomado del amojonado en ruta. En caso de ausencia de los mismos, se calculó según información disponible en Internet, o verificación in situ .
2. ↑  Datos oficiales según Dirección de Estadísticas y censos del Gobierno de la Provincia de Córdoba, año 2010 Según datos INDEC